# اولاف اینبرتسن
اولاف اینبرتسن (نروژی: Olaf Ingebretsen; ۲۴ مهٔ ۱۸۹۲ – ۲۰ ژوئیهٔ ۱۹۷۱) ژیمناست هنری اهل نروژ بود.